# 핵공

사람의 핵공의 모식도

핵공(核孔, 영어: nuclear pore)은 핵막을 가로지르는 거대한 단백질 복합체를 의미한다. 진핵생물의 핵막에는 핵공이 존재하고 있고, 핵공은 핵의 물질 출입을 조절하는 역할을 한다. 새롭게 합성된 단백질 중 핵에서 필요로 하는 것들, 전사의 결과 생성된 RNA, 핵소체에서 생성된 rRNA 등이 핵공을 통해서 핵막을 가로질러 이동한다. 핵공은 약 100개의 서로 다른 단백질로 이루어져 있다. 각각의 핵공에는 수용성 분자가 통과할 수 있는, 비교적 작은 크기의 통로가 존재한다.

## 같이 보기
- 핵

## 참고 문헌
- Alberts, B. et al., Essential Cell Biology, 2nd edition, New York; London: Garland Science, 2004.